# Е-метр
Е-метр (сокращение слова «электропсихометр»; англ. E-meter) — электронный прибор, использующийся в дианетике и саентологии в практике одитинга и регистрирующий изменения электрического сопротивления человеческого тела постоянному электрическому току. Представляет собой видоизменённый омметр или измерительный мост. Саентологи продают Е-метр модели Mark Super VII Quantum за 7428 евро при стоимости его производства около 100 евро. Прибор используется в шарлатанских целях.

## История
Е-метр (E-meter) был разработан в 1940-х годах американским изобретателем и мануальным терапевтом (англ. chiropractor) Волнеем Мэтисоном. Первая модель прибора называлась Electropsychometer Model B (электропсихометр Мэтисона, модель Б). До сотрудничества с Л. Роном Хаббардом Мэтисон практиковал психоанализ во фрейдистской традиции.
Первоначально в качестве электродов Мэтисон использовал обычные металлические кухонные тёрки, на которые пациент клал ладони рук и прижимал к ним пальцы в моменты волнения.

Несмотря на то, что Е-метр был изобретен Волнеем Мэтисоном, патентом на Е-метр впоследствии завладел Рон Хаббард, из аффидевита сына Хаббарда следует, что его отец получил патент путём шантажа и запугивания Мэтисона. Мэтисон никогда не судился с Хаббардом за присвоение своего изобретения, но он чувствовал горечь и разочарование от знакомства с Хаббардом. В 1964 году Мэтисон заметил: 
«Я осуждаю деятельность жалких мошенников, таких как саентологи и им подобные, которые бойко отворачиваются от гипноза, а затем попытаются тайно применить его в своих фальшивых системах».
В 1950 годах электропсихометр Мэтисона был приспособлен Хаббардом для нужд дианетики и саентологии. В 1958 году Хаббард возобновил практику одитинга с помощью модификации Е-метра, сделанного двумя саентологами Don Breeding и Joe Wallis. Этот прибор назвали Электрометром Хаббарда. Хаббард получил на него патент США (3290589) в декабре 1966 года, в описании «Устройство для измерения и отображения изменений в сопротивлении человеческого тела». Однако существует патент США (2056778) на дизайн устройства, а слово «E-METER» является зарегистрированной маркой.

## Принцип действия
По своему устройству Е-метр — это обычный гальванометр на основе моста Уитстона. Практическое применение сводится к измерению электрической проводимости тела через кожные покровы ладоней рук (кожно-гальванической реакции).

## Критика
Показания Е-метра зависят от массы факторов. В первую очередь от таких, как индивидуальные особенности кожи, индивидуальный тонус мышц в конкретный момент времени, площадь соприкосновения ладоней с датчиками, наличие и качество состава загрязнений кожи, общее состояние здоровья организма, температура окружающего воздуха, влажность воздуха, давление воздуха, артериальное давление, индивидуальная потливость, наличие похмельного синдрома, синдрома отмены, абстиненции, и, в меньшей степени — от психологического состояния и активности мозга индивидуума в момент ответов на вопросы, так как единственная характеристика психики, которую можно регистрировать по КГР — это возбуждение ЦНС, которое может коррелировать с большим количеством психофизиологических факторов, таких, как рефлексы и факторы, приведённые выше.
Технически недостижимо в разрешении для данного типа устройств отличать такие тонкие характеристики психики, как разные эмоции (очаги возбуждения и интенсивность которых можно локализовать в мозге только с помощью передовой ЭЭГ), от огромного множества других факторов, при этом даже теоретически с помощью КГР невозможно отличить положительные переживания от отрицательных, данный тип устройств, в идеале, способен регистрировать только одну характеристику ЦНС — возбуждение. Детекторы лжи, для сравнения, регистрируют от 4 до 9 физиологических параметров, и, даже несмотря на это, их работа не всегда валидна, ставится под сомнение некоторыми специалистами и не признаётся некоторыми судами (В Германии и Польше). Исходя из этого, а также опираясь на результаты исследования данного прибора, изложенные ниже , можно заключить, что несомненно, данное электронное устройство используется в псевдонаучных целях, ни с технической, ни с научной точки зрения данное устройство не вызывает никакого интереса, а является всего лишь инструментом «доказательности» в интересах культа саентологии, имея приблизительно тот же уровень валидности, что и кофейная гуща у цыганки, оба метода являются лишь инструментом суггестии для легковерных.

По заявлению саентологов, влияние сторонних факторов якобы «легко нивелируются правильной настройкой прибора», что не может иметь научного обоснования. Ни методы измерения, ни измеряемые таким образом параметры не признаны медициной. В докладе немецкому парламенту устройство было названо «научно бесполезным». Джордж Монтгомери, начальник отдела измерительной техники Национального Бюро Стандартов, и доктор Джон И. Лэйси, председатель отдела психофизиологии и нейрофизиологии в Филс НИИ Йеллоу Спрингс, заявили:
"Е-метр по основным своим характеристикам не соответствует критериям измерительного прибора».
По следующим причинам:
- В Е-метре не предусмотрен механизм контроля за постоянством тока.
- Если держать банки в ладонях, можно значительно варьировать площадь кожи, контактирующую с металлическими электродами, также на колебания стрелки влияет уровень потливости.
- Инструмент подвержен поляризации.
- Это не точный измерительный инструмент из-за неконтролируемых изменений в контакте с кожей и токе.

Эксперты также объяснили, что прибор в сущности даже не измерял сопротивления кожи, а в значительной степени показывал, насколько крепко человек сжимал банки; если человек сжал банку, контакт был больше, и видимое сопротивление кожи снижалось. Если, он держит банки свободно, видимое сопротивление кожи просто увеличивается.
Е. Г. Балагушкин отмечал, что Л. Р. Хаббард «применил к своей антинаучной психотерапевтической практике электрометр, измеряющий сопротивление человеческого тела, назвав его „Т-метр“, т. е. измеритель уровней „сознания Тетана“, или степени приближения верующего к "высшему божественному сознанию"».

### США
В начале 1960 годов Управление по контролю качества пищевых продуктов и лекарственных средств заинтересовалось тем, что саентологи используют в медицинской практике Е-метры, не имея соответствующей лицензии. 4 января 1963 года более 100 Е-метров и 200 экземпляров саентологических публикаций были изъяты федеральными маршалами из тогдашнего Головного здания Церкви саентологии. Основанием для обыска стал судебный иск Управления против организации Хаббарда. Культ был обвинен в мошеннической деятельности, в ходе которой заявлял, что якобы саентологи способны излечить с помощью Е-метра около 70 % всех физических и психических заболеваний. Ведомство также заметило, что данное устройство не способствует лечению тех заболеваний, для которых оно рекомендовано. Длительный судебный процесс с участием присяжных пришёл к выводу, что сведения о полезности Е-метра при лечении заболеваний искажены. Утверждения секты о том, что её литература не может быть основанием для судебного иска, поскольку она издана религиозной организацией, были отклонены судом как не имеющие отношения к сути дела. Тем не менее, апелляционный суд отменил приговор на основании того, что правительство не сделало ничего, чтобы опровергнуть заявления секты, что саентология является религией. Суд в новом составе подтвердил первоначальное решение. В решении Окружного Суда США (Округ Колумбия) было указано, что Е-метр не имеет никакой практической возможности к применению в диагностике, лечении или профилактике какого-либо заболевания и не имеет общенаучной или медицинской подтверждённой возможности улучшать какие-либо функции организма. В 1971 году на основании решения суда Управление разрешило использовать Е-метры с обязательной предупредительной маркировкой на внешней стороне обложки или на титульном листе об отсутствии научных и медицинских подтверждений эффективности на любых письменных, печатных и графических материалах, связанных с «Е-метром или с дианетикой и/или саентологией и/или одитингом или обработкой» не меньше, чем 11-м стандартным шрифтом. В октябре 1973 года все изъятые Е-метры и публикации были возвращены саентологам.

В судебном решении отмечалось, что Е-метр может дальше использоваться исключительно для «добросовестного религиозного консультирования» и с соответствующей предупредительной маркировкой
Внимание! Устройство, известное как электрометр Хаббарда или Е-метр, применяемое при одитинге, практике саентологии и дианетики, ни с медицинской, ни с научной точки не пригодно для диагностики, лечения или предупреждения любого заболевания. Ни с медицинской, ни с научной точки зрения оно не способно улучшить здоровье или функции любого организма.Оригинальный текст (англ.)The E-Meter is not medically or scientifically useful for the diagnosis, treatment or prevention of any disease. It is not medically or scientifically capable of improving the health or bodily functions of anyone.

Секта приняла видоизменённую версию этого акта, которая до сих пор связывается с Е-метром. Нынешняя редакция звучит так: 
Сам по себе этот измеритель не делает ничего. Он лишь служит руководством для проповедников секты в вероисповедном и пастырском консультировании. Е-метр не имеет с медицинской или научной точки зрения способности улучшения здоровья или телесных функций организма человека и предназначен лишь для религиозного использования учениками и проповедниками Церкви саентологии.Оригинальный текст (англ.)By itself, this meter does nothing. It is solely for the guide of Ministers of the sect in Confessionals and pastoral counseling. The Electrometer is not medically or scientifically capable of improving the health or bodily function of anyone and is for religious use by students and Ministers of the Church of Scientology only.

Известный судья Герхард Геселл утверждал: 
Хаббард и его последователи-саентологи разработали практику Е-метра для поддержки одитинга. Крупные суммы получались за Е-метр и сеанс одитинга на нём. Они неоднократно и недвусмысленно объясняли, что одитинг излечивает от многих физических и психических заболеваний. Отдельное обследование с помощью Е-метра объявлялось как ведущее к достижению „клира“ и внушалось, что были твёрдые доказательства за раз избавиться от многих, прямо большинства, болезней с благоприятным исходом. Одитинг гарантировал быть успешным. Все это было и есть по своей сути ложь.Оригинальный текст (англ.)Hubbard and his fellow Scientologists developed the notion of using an E-Meter to aid auditing. Substantial fees were charged for the meter and for auditing sessions using the meter. They repeatedly and explicitly represented that such auditing effectuated cures of many physical and mental illnesses. An individual processed with the aid of the E-Meter was said to reach the intended goal of 'clear' and was led to believe that there was reliable scientific proof that once cleared many, indeed most, illnesses would successfully be cured. Auditing was guaranteed to be successful. All this was and is false.

### Швеция
В 1979 году суд запретил именовать Е-метр как «неоценимую помощь измерения психического состояния человека и его изменения» в любой рекламе. Данный запрет был поддержан Европейской комиссией по правам человека в деле X. and Church of Scientology v. Sweden.